# Epinephelus stoliczkae
Epinephelus stoliczkae là một loài cá biển thuộc chi Epinephelus trong họ Cá mú. Loài này được mô tả lần đầu tiên vào năm 1875.

## Từ nguyên
Từ định danh stoliczkae được đặt theo tên của Ferdinand Stoliczka, nhà cổ sinh vật học, đồng nghiệp với tác giả Day.

## Phân bố và môi trường sống
E. stoliczkae có phân bố giới hạn ở tây bắc Ấn Độ Dương và cả Biển Đỏ đến Pakistan (không được tìm thấy ở vịnh Ba Tư và vịnh Aqaba). E. stoliczkae sống gần các cụm san hô trên nền đáy cát ở độ sâu khoảng 5–50 m.

## Mô tả
Chiều dài lớn nhất được biết đến ở E. stoliczkae là 38 cm. Cơ thể màu vàng xám với các đốm đỏ cam hoặc nâu đỏ sẫm phủ khắp trừ phần bụng và thân sau. Thân sau có các khoanh màu nhạt và đậm xen kẽ. Có một đốm sẫm trên cuống đuôi. Các vây nhìn chung có màu nâu phớt vàng, vây lưng có các vạch xám.
Số gai vây lưng: 11; Số tia vây lưng: 16–18; Số gai vây hậu môn: 3; Số tia vây hậu môn: 8; Số tia vây ngực: 17–19; Số vảy đường bên: 48–53.

## Sử dụng
E. stoliczkae chủ yếu được đánh bắt thủ công tại các chợ ở địa phương.